# Mistrzostwa Europy w Lekkoatletyce 2022 – bieg na 10 000 m kobiet
Bieg na 10 000 metrów kobiet – jedna z konkurencji biegowych rozgrywanych podczas lekkoatletycznych mistrzostw Europy na Stadionie Olimpijskim w Monachium.

## Terminarz
Źródło: european-athletics.com.
| Data        | Godzina |       |
| ----------- | ------- | ----- |
| 15 sierpnia | 21:48   | Finał |

## Rekordy
Tabela prezentuje rekord świata, rekord Europy, rekord mistrzostw Europy oraz najlepsze wyniki na listach światowych i eruopejskich w sezonie 2022 przed rozpoczęciem mistrzostw. Źródło: european-athletics.com, worldathletics.org.
|                          | Zawodnik         | Wynik    | Miejsce   | Data                 |
| ------------------------ | ---------------- | -------- | --------- | -------------------- |
| Rekord świata            | Letesenbet Gidey | 29:01,03 | Hengelo   | 8 czerwca 2021(dts)  |
| Rekord Europy            | Sifan Hassan     | 29:06,82 | Hengelo   | 6 czerwca 2021(dts)  |
| Rekord mistrzostw Europy | Paula Radcliffe  | 30:01,09 | Monachium | 6 sierpnia 2002(dts) |
| Listy światowe           | Letesenbet Gidey | 30:09,94 | Eugene    | 16 lipca 2022(dts)   |
| Listy europejskie        | Sifan Hassan     | 30:10,56 | Eugene    | 16 lipca 2022(dts)   |

## Rezultaty

### Finał
Źródło: european-athletics.com.
| Pozycja | Zawodniczka             | Państwo         | Czas     | Uwagi |
| ------- | ----------------------- | --------------- | -------- | ----- |
| 01 !    | Yasemin Can             | Turcja          | 30:32,57 | SB    |
| 02 !    | Eilish McColgan         | Wielka Brytania | 30:41,05 |       |
| 03 !    | Lonah Chemtai Salpeter  | Izrael          | 30:46,37 | NR    |
| 4.      | Konstanze Klosterhalfen | Niemcy          | 31:05,21 | SB    |
| 5.      | Selamawit Teferi        | Izrael          | 31:24,03 | SB    |
| 6.      | Samantha Harrison       | Wielka Brytania | 31:46,87 |       |
| 7.      | Wałerija Zinenko        | Ukraina         | 31:55,60 | PB    |
| 8.      | Alina Reh               | Niemcy          | 32:14,02 |       |
| 9.      | Camilla Richardsson     | Finlandia       | 32:19,27 | PB    |
| 10.     | Jessica Warner-Judd     | Wielka Brytania | 32:23,98 |       |
| 11.     | Silke Jonkman           | Holandia        | 32:30,92 |       |
| 12.     | Alessia Zarbo           | Francja         | 32:36,28 |       |
| 13.     | Mekdes Woldu            | Francja         | 32:39,54 |       |
| 14.     | Sarah Lahti             | Szwecja         | 32:42,27 | SB    |
| 15.     | Beatriz Álvarez         | Hiszpania       | 33:04,18 |       |
| 16.     | Jasmijn Lau             | Holandia        | 33:14,00 | SB    |
| 17.     | Maitane Melero          | Hiszpania       | 33:46,71 |       |
| 18.     | Julia Mayer             | Austria         | 33:57,29 |       |